# جوردان كير
جوردان كير (بالإنجليزية: Jordan Kerr)‏ مواليد 26 أكتوبر 1979 في أديليد، هو لاعب كرة مضرب أسترالي سابق بدأ مسيرته كمحترف سنة 1998 وكان يلعب باليد اليمنى. أعلى تصنيف له في الفردي كان المركز الـ 356 في سنة 2000. أعلى تصنيف له في الزوجي كان المركز الـ 23 في سنة 2008. سبق أن شارك في دورة الألعاب الأولمبية الصيفية.

## روابط خارجية
- جوردان كير على موقع رابطة محترفي التنس (الإنجليزية)
- جوردان كير على موقع الاتحاد الدولي لكرة المضرب (الإنجليزية)
- جوردان كير على موقع اتحاد التنس الأسترالي (الإنجليزية)
- جوردان كير على موقع خلاصة التنس.كوم (الإنجليزية)
- جوردان كير على موقع إي إس بي إن.كوم (الإنجليزية)
- جوردان كير على موقع أوليمبيديا (الإنجليزية)
- جوردان كير على موقع اللجنة الأولمبية الأسترالية (الإنجليزية)